# Herta Anitaș
Herta Anitaș est une rameuse roumaine née le 18 août 1962 à Timișoara.

## Biographie
Herta Anitaș est médaillée de bronze en huit aux Championnats du monde d'aviron 1986. Aux Jeux olympiques d'été de 1988 à Séoul, elle remporte la médaille d'argent en huit et la médaille de bronze en quatre avec barreur,.